# Fusinus pauciliratus
Fusinus pauciliratus là một loài ốc biển, là động vật thân mềm chân bụng sống ở biển trong họ Fasciolariidae.